# Robert Lortac
Robert Lortac  est un écrivain, illustrateur, portraitiste, critique d'art, scénariste français né le 19 novembre 1884 à Cherbourg et mort le 16 avril 1973 à Paris 14e. Il est considéré comme pionnier du dessin animé, en particulier publicitaire.

## Biographie
De son vrai nom Robert Alphonse Collard, il naît le 19 novembre 1884 à Cherbourg (Manche). Ayant choisi le pseudonyme de Robert Lortac, il produit dessins et caricatures pour des périodiques comme Le Bon Vivant, Le Petit Illustré amusant, Fillette…
Lortac réalise son premier dessin animé en 1914. Il est à ce moment-là, mobilisé dans l'armée et envoyé sur le front lors de la Première guerre mondiale. Blessé en 1915, il poursuit son engagement en étant impliqué dans la récolte de fonds au profit de l'effort de guerre notamment outre-atlantique. Après sa rencontre avec Émile Cohl, il crée sa propre société de production en 1916, réalisant plusieurs courts-métrages d'animation sur le thème de la guerre dans un but notamment d'éveil des consciences de l'arrière sur le sacrifice des soldats.
L'atelier Lortac est dans les années 1920 un riche creuset - le seul en France à l'époque - où les jeunes animateurs d'alors apprennent leur métier sur le tas : ils ont pour noms André Rigal, Antoine Payen, Chaval, Ragonneau, Raymond Savignac, etc.. Le studio réalise plusieurs courts métrages que la société Pathé intégrera plus tard dans la filmathèque 9,5 mm Pathé-Baby. Parmi les plus connus : La Cigale et la Fourmi, Le Lion et le Rat, Toto cuisinier, etc.. Il produit également de nombreux spots publicitaires pour les régies Publi-Ciné et Rapid-Publicité.
En 1922, il publie un journal satirique d'actualités en dessins animés intitulé Le Canard en ciné, projeté en salle avec les actualités Pathé.
Le studio périclite à partir de 1936, le marché ayant été repris en main par les grandes agences publicitaires créées au tournant des années 1920 comme Succès (1926), Publicis (1927) et Synergie (1932) et l'installation d'agences américaines. Lortac réalise néanmoins un dernier film, François Lefranc défend la pomme de terre en 1940 avant de se consacrer entièrement à l'écriture.
Il publie et illustre sous son nom réel, le roman Démonax en 1938 en 1938. Il publie aussi des romans policiers et de science-fiction, notamment L'aventure commencera ce soir aux éditions Colbert en 1943, et Les Bagnards du ciel aux éditions Métal en 1954.
Dans les années 1950 et 1960, il écrit de nombreux scénarios de bandes dessinées pour Artima, dont la plupart de ceux de Météor (plus de 80 %), ainsi que ceux de Fulguros de René Brantonne dans le fascicule Sylvie. Il fut aussi un scénariste prolifique pour Les Pieds Nickelés de René Pellos et Bibi Fricotin de Pierre Lacroix (pour les illustrés Jeunesse joyeuse).
Il meurt le 16 avril 1973 à Paris 14e, à l'âge de 88 ans

## Œuvres publiées

### Romans
- Démonax, coll. « Grandes Aventures », 3e série, no 16, éd. Tallandier, 1938
- L'aventure commencera ce soir, éditions Colbert, 1943

- Les Bagnards du ciel, éditions Métal, 1954

### Bandes dessinées

#### Périodiques
- Le Jeudi de la Jeunesse, Tallandier

Les Mille et Une Aventures du petit Fred (textes et dessins) 1910.
- Le Bon-Point Amusant, Albin Michel

Toto Parigot (textes et dessins), du n°17 (21 octobre 1912) au n°64 (18 septembre 1913).
Les Farces de Hans et de Lisbeth (textes et dessins), du n°268 (27 décembre 1917) au n°302 (22 août 1918).
- Gavroche

Démonax, le clan des hommes-oiseaux (textes et dessins), du n°13 (23 janvier 1941) au n°43 (21 août 1941).
- Ololê

À la découverte de Ker-Is (textes et dessins), 1942.
- Pierrot, éditions de Montsouris

Monsieur Griffith a disparu (textes et dessins), du n°21 (23 mai 1948) au n°34 (22 août 1948).
- Ardan, Artima

Krôma Goul, le singe qui parle (scénario), avec MID (dessin), du n°27 (mai 1954) au n°32 (octobre 1954).
- Jocko et Poustiquet

Jack Morgan (scénario), avec P. Pirol (dessin), du n°1 (4 novembre 1954) au n°90 (18 juillet 1956).
- Meteor, Artima

23. Grandes Chasses sur Orpito (scénario), avec Raoul Giordan (dessin), Artima, avril 1955.
24. Le Robinson de l'espace (scénario), avec Raoul Giordan (dessin), Artima, mai 1955.
25. Cataclysme chez les Surhommese (scénario), avec Raoul Giordan (dessin), Artima, juin 1955.
26. Méfaits et Bienfaits du bolide Alpha (scénario), avec Raoul Giordan (dessin), Artima, juillet 1955.
27. Nutricia planète convoitée (scénario), avec Raoul Giordan (dessin), Artima, août 1955.
28. Voyage dans le passé (scénario), avec Raoul Giordan (dessin), Artima, septembre 1955.
29. La Planète du Sommeil (scénario), avec Raoul Giordan (dessin), Artima, octobre 1955.
30. La Planète des Amphibies (scénario), avec Raoul Giordan (dessin), Artima, novembre 1955.
- Spoutnik, Artima
- Vigor, Artima

#### Albums
- À la découverte de Ker-Is (textes et dessins), Ololé, 1943.
- Bibi Fricotin, série spéciale cartonnée

1. Bibi Fricotin et les Soucoupes volantes (scénario), avec Pierre Lacroix (dessin), Société parisienne d'édition, 1955.
2. Bibi Fricotin et les Martiens (scénario), avec Pierre Lacroix (dessin), Société parisienne d'édition, 1955.
3. Bibi Fricotin et le Nautilus (scénario), avec Pierre Lacroix (dessin), Société parisienne d'édition, 1956.
7. Bibi Fricotin en l'an 3000 (scénario), avec Pierre Lacroix (dessin), Société parisienne d'édition, 1957.
8. Bibi Fricotin découvre l'Atlantide (scénario), avec Pierre Lacroix (dessin), Société parisienne d'édition, 1958.
- Bibi Fricotin, 2e série

13. Bibi Fricotin n'a peur de rien (scénario), avec Pierre Lacroix (dessin), Société parisienne d'édition, 1947.
14. Bibi Fricotin fait du cinéma (scénario), avec Pierre Lacroix (dessin), Société parisienne d'édition, 1948.
17. Bibi Fricotin inventeur (scénario), avec Pierre Lacroix (dessin), Société parisienne d'édition, 1950.
18. Bibi Fricotin roi de la publicité (scénario), avec Pierre Lacroix (dessin), Société parisienne d'édition, 1950.
26. Bibi Fricotin et le Diamant vert (scénario), avec Pierre Lacroix (dessin), Société parisienne d'édition, 1952.
27. Bibi Fricotin et les Faux Tableaux (scénario), avec Pierre Lacroix (dessin), Société parisienne d'édition, 1953.
28. Bibi Fricotin et le Testament mystérieux (scénario), avec Pierre Lacroix (dessin), Société parisienne d'édition, 1953.
29. Bibi Fricotin et le Bathyscaphe (scénario), avec Pierre Lacroix (dessin), Société parisienne d'édition, 1953.
31. Bibi Fricotin roi du scooter (scénario), avec Pierre Lacroix (dessin), Société parisienne d'édition, 1955.
32. Bibi Fricotin pilote d'essais (scénario), avec Pierre Lacroix (dessin), Société parisienne d'édition, 1956.
33. Bibi Fricotin et le Super Tempostat (scénario), avec Pierre Lacroix (dessin), Société parisienne d'édition, 1956.
37. Bibi Fricotin chasseur de fauves (scénario), avec Pierre Lacroix (dessin), Société parisienne d'édition, 1956.
42. Bibi Fricotin et les lunettes à lire la pensée (scénario), avec Pierre Lacroix (dessin), Société parisienne d'édition, 1958.
43. Bibi Fricotin naufragé volontaire (scénario), avec Pierre Lacroix (dessin), Société parisienne d'édition, 1959.
45. Réédition Bibi Fricotin et les Soucoupes volantes (scénario), avec Pierre Lacroix (dessin), Société parisienne d'édition, 1960.
46. Réédition Bibi Fricotin et les Martiens (scénario), avec Pierre Lacroix (dessin), Société parisienne d'édition, 1960.
49. Bibi Fricotin as du volant (scénario), avec Pierre Lacroix (dessin), Société parisienne d'édition, 1960.
51. Bibi Fricotin chasse le Yéti (scénario), avec Pierre Lacroix (dessin), Société parisienne d'édition, 1961.
54. Réédition Bibi Fricotin et le Nautilus (scénario), avec Pierre Lacroix (dessin), Société parisienne d'édition, 1962.
62. Réédition Bibi Fricotin en l'an 3000 (scénario), avec Pierre Lacroix (dessin), Société parisienne d'édition, 1963.
63. Réédition Bibi Fricotin découvre l'Atlantide (scénario), avec Pierre Lacroix (dessin), Société parisienne d'édition, 1963.
64. Bibi Fricotin reporter (scénario), avec Pierre Lacroix (dessin), Société parisienne d'édition, 1963.
75. Bibi Fricotin et ses 36 métiers (scénario), avec Pierre Lacroix (dessin), Société parisienne d'édition, 1968.
77. Bibi Fricotin comédien errant (scénario), avec Pierre Lacroix (dessin), Société parisienne d'édition, 1969.
- Les Pieds nickelés, 3e série

50. Les Pieds Nickelés organisateurs de voyages en tous genres (scénario), avec René Pellos (dessin), Société parisienne d'édition, 1962.
54. Les Pieds Nickelés agents secrets (scénario), avec René Pellos (dessin), Société parisienne d'édition, 1962.

## Filmographie

### Courts métrages
- 1914 : Le Savant Microbus et son automate[5],[6]

### Courts métrages d'animation
- 1917 : Conseils pour la vie chère
- 1917 : Et nos poilus qu’en pensent-ils ?
- 1917 : Les Exploits de Marius
- 1917 : M. Wilson président des USA et l’espion obstiné
- 1917 : Une nouveauté pratique : la marmite norvégienne
- 1918 : L’Évasion de Latude
- 1918 : La Tuberculose menace tout le monde avec Jean Comandon
- 1918 : Tenfaipas, Bob et son canasson
- 1918 : Tenfaipas pêche à la ligne
- 1918 : Tenfaipas se marie ce matin…
- 1920 : Les Animaux domestiques ou Une aventure zoologicomique avec Landelle
- 1920 : La Chasse aux rats est ouverte
- 1920 : Les Chevaliers de la cloche de bois avec Cheval
- 1920 : Les Éruptions célèbres avec Cheval
- 1920 : Faites comme le nègre avec Landelle
- 1920 : Gringalet et Ducosto ou La Revanche de Gringalet dentiste avec Landelle
- 1920 : Le Meilleur argument avec Landelle
- 1920 : Microbus, Bigfellow et la Crise des domestiques avec Landelle
- 1920 : Monsieur Difficile a des visions avec Paulme
- 1920 : Physique amusante avec Landelle
- 1920 : La Réponse de l’au-delà
- 1920 : Le Testament de Findubec
- 1920 : Tom et Tim policemen d’occasion avec J.J. Rouseau
- 1920 : Un drame à la cuisine
- 1921 : L'Aspirateur du professeur Mécanicas
- 1921 : La Bonne cuisinière (série Mécanicas)
- 1921 : La Consigne de Toby (série Toby)
- 1921 : Mistouffle dîne à l'œil
- 1921 : Mistouffle au violon
- 1921 : Monsieur Duncam zoologiste anglais
- 1921 : Histoire de Monsieur Vieux-Bois avec Cavé d'après Rodolphe Töpffer
- 1921 : Le Pot de terre contre le Pot de fer avec Cavé
- 1921 : La Maison automatique ou Le Réveil du professeur Mécanicas (série Mécanicas)
- 1921 : Toby a soif (série Toby)
- 1921 : Toto au berceau avec Landelle (série Toto)
- 1921 : Une invention du professeur Mécanicas (série Mécanicas)
- 1922 : Bigfellow craint les autos avec Landelle
- 1922 : La Cigale et la Fourmi avec Landelle
- 1922 : Les Déboires d'un piéton avec Landelle
- 1922 : En vitesse avec Landelle
- 1922 : Le Lion et le Rat avec Landelle
- 1922 : Le Noël de Toto avec Landelle (série Toto)
- 1922 : Un horrible cauchemar avec Landelle
- 1923 : Cendrillon ou la petite pantoufle de vair avec Cheval
- 1923 : L'Eau des géants et la poudre des nains avec Landelle
- 1923 : Mécanicas et la réclame - série Mécanicas
- 1923 : Le Roman de la momie avec André Rigal
- 1923 : Toto acrobate - série Toto
- 1923 : Toto artiste peintre ou Toto est un artiste précoce avec Landelle (série Toto)
- 1924 : Boby prend la mouche
- 1924 : Les Malheurs de Collignon avec André Rigal
- 1924 : Les Inventions de Mécanicas, la Sève poilifère - série Mécanicas
- 1924 : Toto aviateur (série Toto)
- 1924 : Toto musicien (série Toto)
- 1924 : Un chien trop bien dressé
- 1925 : Mécanicas et la greffe animale (série Mécanicas)
- 1925 : Mécanicas et la machine à guérir (série Mécanicas)
- 1930 : Monsieur Grostacot et Madame Petitoto en voyage avec Louis Mallet
- 1940 : François Lefranc défend la pomme de terre

### Films d'animation publicitaire
- 1919 : La Mite au logis pour Baudet (poudre antimite)
- 1919 : Petit poisson deviendra grand pour les éditions Plon-Nourrit
- 1919 : Titre oblige… pour Globéol (parapharmacie)
- 1920 : Comment l'amour s'empare des cœurs avec Ferran pour Arys (parfum)
- 1920 : Comme au temps des fées avec Cavé pour Jucundum (rasoir)
- 1920 : Monsieur Ledoux n'aime pas les scènes… pour Citroën (automobile)
- 1920 : Monsieur Pressé cherche une pièce… pour Citroën
- 1920 : Panne de pneus pour Citroën
- 1920 : La Plus Belle Conquête de la femme, c’est la Citroën pour Citroën
- 1920 : Une histoire crevante ! pour Citroën
- 1921 : Le Club des cinq avec Cavé pour Cinzano (apéritifs)
- 1921 : Monsieur Lénervé n'aime pas la réclame… avec Cavé pour Cointreau (liqueur)
- 1925 : Du poids lourd au poids plume pour Jav (eau de Javel en poudre)
- 1925 : L'Entraîneuse pour Eyquem (bougies automobiles)
- 1926 : J'en veux une pour Citroën
- 1926 : La Logique de Toto pour la SEITA (cigarettes Gitanes)
- 1926 : Si les cochons avaient des ailes avec Antoine Payen pour Citroën)
- 1928 : Charlau et l’éléphant pour Au Printemps (grands magasin - exposition de blanc)
- 1930 : Les Anthropophages avec Maleva Saga pour la SEITA (cigarettes Gitanes)
- 1930 : Les Méfaits d’un mauvais réveil avec Louis Mallet pour Jaz (horlogerie)
- 1930 : Le Réveil de la terre pour Jaz (horlogerie)
- 1931 : Toto s'instruit  pour L'Oréal (eau capillaire O'Cap)
- 1939 : L'Amour et la barbe  pour Cadum (bâton pour la barbe)
- 1940 : Comme la neige  pour Buitoni  (vermicelles)
- 1940 : Petit Poucet d’aujourd’hui pour Lainière de Roubaix (Laine Pingouin)
- 1945 : Une innovation avec Maleva Saga pour Lavenfilets (blanchisseries)